# Галиджа-бий
Галиджа́-бий (кирг. Калча бий, чагат. غاجا بي‎ / Galija Biy) — кыргызский военачальник, глава племени кушчу. Полководец мусульманских войск, сражавшихся против джунгар. Мюрид суфийского тариката Накшбандия.

## Военная деятельность
В XVII—XVIII веках шла ожесточенная борьба кыргызов, казахов и узбеков против натиска Джунгарского ханства. В середине XVIII века начался новый этап борьбы народов Центральной Азии за свою независимость, но теперь уже против Цинской империи, выступившей как ещё более активная и грозная агрессивная сила. Народы Центральной Азии отстаивали независимость и в борьбе против нашествия шиитского Надир-шаха. Захватчикам было оказано сопротивление, в котором участвовали совместно с узбеками, туркменами участвовали и кыргызы, каракалпаки и казахи.
Особо важную роль играло крупное племя левого крыла кыргызов — кушчу, глава которого Калча-бий возглавлял объединёнными кыргызско-восточнотуркестанскими войсками. Его деятельность и вклад в борьбу народов Восточного Тянь-Шаня и Восточного Туркестана против джунгарских завоевателей явились, столь значительными, что, говоря о них спустя полвека, глава кашгарских ходжей писал потомку Калча-бия:
«О, Ковад-мирза! Ваши предки были верными муридами наших предков. Ваш предок Галиджа-бий был предводителем мусульманских войск, светоча собрания на пути руководства истинной верой, зодиака духовного сана [моего] великого родственника хазрата-ходжа-Хасана, милость и благословие Аллаха над ним! Он [Галиджа-бий] несколько раз преграждал путь боевым мечом этим проклятым неверным и истреблял их.

### Книги
- Усенбаев К. Народные движения в Средней Азии в XIX веке (По материалам Кыргызстана). — Бишкек-Ош, 1998. — ISBN 9967-505-05-2.

- М. А. Салахетдинова. «Тазкира-и Ходжаган» Мухаммеда Садыка Кашгари как источник по истории кыргызов. — Академия наук Киргизской ССР. — 1959. — Т. 1.